# مكتبة طوكيو ميتروبوليتان
مكتبة طوكيو ميتروبوليتان (東京都立図書館, Tōkyō toritsu toshokan) هي نظام المكتبة العامة الحضارية في طوكيو، اليابان.

## مكتبات
ويوجد فرعين لمكتبة طوكيو ميتروبوليتان. مكتبة هيبيا، وفرع ثالث كان قد اغلق في يوم 1 من شهر أبريل من عام 2009. وتقع مكتبة مكتبة ميتروبوليتان الوسطى في منطقة مينامي-ازابو في حي ميناتو. وتأسست المكتبة في عام 1973 في نفس موقعها الحالي للفرع المركزي. وتتوفر خدمات المكتبة بشكل مفتوح ومجاني للعامة، وبالرغم من ذلك ليس جميع المجموعات تتوفر لكل الناس في كل الوقت. والمكتبة لديها اتفاقيات مع أكثر من 300 مكتبة محلية عامة صغيرة مما يمكن من امتيازات الإعارة بين بعضهم. وكانت تقع مكتبة هيبيا في منطقة هيبيا في تشييودا. تتموقع مكتبة تاما في تاتشيكاوا غرب مدينة طوكيو، وافتتحت المكتبة في عام للتخفيف على المكتبات المحلية.

## المقتنيات
وعلى الرغم من أن مجموعات المكتبة ليست بعمق مجموعة مكتبة النظام الغذائي الوطنية الا انها تضم مجموعات كبيرة من الكتب، والمجلات الدورية، والمواد السمعية والبصرية. ويحوي الفرع على 240.000 مجلدا، وذلك يشمل مجموعة واسعة من المواد النادرة. وتعرض أكثر من 40.000 وثيقة تتعلق بالتاريخ الخاص بطوكيو (ايدو) ويعود تاريخ بعضها إلى ما يقارب قبل 400 عام. وتقسم الكتب حسب مواضيعها علوم اجتماعية، علوم انسانية، علوم طبيعية. وتجدر الإشارة إلى افتتاح «مركز ابحاث التاريخ الإقليمي». ويحوي فرع هيبيا على 130.000 مجلدا بما فيهم 4000 مجلد اجنبي. كما ان الفرع يحافظ على أكثر من 1000 مجلة دورية مختلفة وما يقارب 200 من مختلف الصحف. وتقدر اجمالي مقتنيات المكتبة (بما في ذلك المجلدات الموجودة في المستودع ) ما يقارب 1.480.000 مجلد.

## المواقع والوصول
الفرع المركزي: 13-7-5 مينامي-ازابو في ميناتو, 8575-106 وموقعها في اريسوغاوا-نو-ميا-ميمورال بارك. ويمكن الوصول اليها عبر السير على الاقدام من محطة هيرو على خط قطار انفاق هيبيا، وايضا محطة ازابو-جوبان على خط قطار الانفاق نامبوكو، ومحطة ازابو-جوبان على خط قطار انفاق أويدو (احداثيات 35°39′7.5″N 139°43′34.8″E / 35.652083°N 139.726333°E)
فرع هيبيا: 4-1 هيبيا كوين، تشييودا, 0012-100 يمكن الوصول اليها عبر السير على الاقدام من محطة كاسوميغاسيكي على خط قطار انفاق هيبيا، وخط ماروناوتشي وتشييودو، وايضا محطة شينباشي على خط جي آر يامانوتي، ومحطة اوتشيسايواتشو على خط قطار الانفاق ميتا.
فرع تاما: 1-3-6 نيشكي-تشو، تاتشيكاوا,0022-190 يمكن الوصول اليها عبر السير على الاقدام من محطة تاتشيكاوا على خط جي آر تشو ومحطة نينشي-كونيتاشي على خط جي آر نامبو (إحداثيات:35°41′20.4″N 139°25′8.5″E / 35.689000°N 139.419028°E )

## روابط خارجية
- الصفحة الإنجليزية لمكتبة طوكيو الحضرية: http://www.library.metro.tokyo.jp/english/
- كتالوج TML على الإنترنت (ساعات محدودة): http://catalog.library.metro.tokyo.jp/winj/opac/search-detail.do؟